# Hotel Metropol w Sopocie
Metropol Hotel – istniejący w latach 1909-1945 hotel w Sopocie. Zlokalizowany był na rogu Seestrasse (Morskiej), obecnej ul. Monte Cassino oraz Victoriastrasse (Wiktorii), obecnej ul. Królowej Jadwigi.

## Historia
Wybudowany w 1909 w ówczesnym Królestwie Prus przez Wilhelma Wernera na miejscu dotychczasowego Strand Hotelu (Hotel Plażowy). Do 1911 współwłaścicielem był też Paul Springer (1857–1934), gdański drukarz i wydawca. Następnie został sprzedany Hugonowi Werminghoff, dotychczasowemu właścicielowi Werminghoff Hotel, choć oficjalnie w książkach wieczystych i adresowych była wymieniona jego żona Agnes Werminghoff (-1919). W okresie międzywojennym obiektem zarządzało konsorcjum Metropol. Po dojściu w 1933 Hitlera do władzy hotel stał się miejscem spotkań nazistów. W czasie II wojny światowej został zajęty przez administrację Wehrmachtu, np. w 1940 sztab dowództwa 196 Dywizji Piechoty. 23 marca 1945 budynek spalony przez wojska radzieckie, a w 1952 rozebrany. Na jego miejscu uruchomiono Piekarnię Mieczkowskich, a później stanęły – pawilon Cepelii i w 1973 bar Kebab. W 2009 w tym miejscu zrealizowano obiekt handlowo-rozrywkowo-hotelowy pn. Centrum Haffnera.